# Neman (stad)
Neman (Russisch: Неман; Duits: Ragnit; Litouws: Ragainė; Pools: Ragneta) is een stad in de Russische oblast Kaliningrad, gelegen op 11 kilometer afstand van Sovjetsk aan de oevers van de rivier de Memel. De stad had 12.714 inwoners bij de volkstelling van 2002.

## Geschiedenis
De stad ontstond als Raganite (Ragainė), een nederzetting van de Baltische stam de Skaloviërs. Het maakte deel uit van het groothertogdom Litouwen en had een houten burcht. Omstreeks 1220 werd die burcht door een Russisch leger onsuccesvol belegert, maar in 1277 gelukte het de ridders van de Duitse Orde onder Theodorich de voogd van Samland wel om de burcht in te nemen en te verwoesten. De ridders van de Duitse Orde bouwden in 1289 een nieuwe houten burcht. Het kasteel werd Landeshutte genoemd, maar deze naam was niet populair. Daarom werd de naam Ragnit, een lokale zijrivier van de Memel, gebruikt. In de oorlogen tussen de Duitse Orde en Litouwen werd 1355 de nabije Schalauerburg verwoest evenals de burcht Ragnit, welke laatste echter weer opgebouwd werd in de jaren 1397 tot 1409, maar nu in baksteen. Het werd daardoor een van de sterkste vestingen van de Duitse Orde. Onder de bescherming van de burcht had zich intussen een marktplaatsje ontwikkeld, dat dankzij de gunstige verkeersverbindingen aan de weg naar Insterburg en met een veerovergang naar het noorden, aan belang won. Het plan van de Orde om de nederzetting tot stad te verheffen, kwam vanwege de nederlagen tegen de Polen in de veldslag bij Tannenberg in 1410 niet tot uitvoering. Echter de nederzetting werd wel de zetel van een commanderij, waar ook de burchten in Tilsit en Labiau onder vielen. Ook na verwereldlijking van de Duits Orde in 1525 bleef Ragnit zetel van de hoofdambtman. In 1525 werd het namelijk een deel van het hertogdom Pruisen en in 1701 van het koninkrijk Pruisen. In de 17e eeuw werd de plaats tweemaal verwoest, namelijk in de Tweede Noordse oorlog in 1656 door de Tataren en in 1678 tijdens de Zweeds-Brandenburgse oorlog door Zweedse troepen.
Daarnaast werd de plaats ook niet gespaard voor besmettelijke ziekten. Door de pest van 1709-1711 en de hongersnood verloor Ragnit twee derde van haar bevolking. Op 6 april 1722 werd de stad door Frederik Willem I eindelijk stadsrechten verleend. In 1892 kreeg het een spoorlijnverbinding met Tilsit. Deze was bedoeld om de houtindustrie te ontwikkelen, maar die kwam niet op gang. In de Zevenjarige oorlog verwoestte het keizerlijke Russische leger bestaande uit Kozakken en Kalmukken in 1757 de stad. Ook in de Ruslandveldtocht van Napoleon liep Ragnit ernstige brandschade op. Door de Pruisische bestuurshervorming van 1815 werd Ragnit regiostad, echter die status ging in 1922 weer verloren. Ze kwam tot in 1945 te vallen onder de Landsregio Tilsit-Ragnit. In 1828 werd de burcht Ragnit door een brand zwaar beschadigd.
Na het gereedkomen van de spoorlijn Tilsit–Stallupönen in 1894 en de smalspoorbaan Ragnit–Insterburg in 1913, kwamen er al snel nieuwe industrieën. Zo ontstonden er steenbakkerijen en een ijzergieterij, bovendien ontwikkelde de stad zich tot een centrum voor fruitteelt. Had Ragnit in 1782 slechts 1.882 inwoners, zo was hun aantal in 1895 tot 4.591 gestegen. Begin 20e eeuw had Ragnit een evangelische kerk, een evangelische kweekschool voor leraren, een voorbereidingsfaciliteit, een landbouwwinterschool en een kantongerecht. Aan het begin van de Tweede wereldoorlog woonden er 10.094 inwoners en had de stad cellulose-, houtwaren- en machinebouwfabrieken. 
De stad werd op 17 januari 1945 zonder weerstand door het Rode Leger ingenomen. In 1946 werd de stad hernoemd in Neman (naar de Russische naam voor de rivier de Memel). De achtergebleven Duitsers werden gedeporteerd.

## Litouwse minderheid
Ondanks dat Neman eeuwen deel uitmaakte van Pruisen, bleef de stad een belangrijk centrum van de Litouwse cultuur. Van 1549 tot 1563 leefde in Neman de beroemde Litouwse schrijver en vertaler Martynas Mažvydas, hij schreef het eerste boek in de Litouwse taal "Catechismusa Prasty Szadei". Nadat in 1866, na de Januariopstand, de Litouwse taal verboden werd in Russisch-Litouwen, werden boeken in die taal gedrukt in Ragnit en door boekensmokkelaars (de knygnesiai) naar Rusland gesmokkeld.
Bestuurlijk centrum: Kaliningrad

Bagrationovsk · Baltiejsk · Goerjevsk · Goesev · Gvardejsk · Krasnoznamensk · Ladoesjkin · Lozovoje · Mamonovo · Neman · Nesterov · Ozjorsk · Pionerski · Polessk · Pravdinsk · Slavsk · Sovjetsk · Svetlogorsk · Svetly · Tsjernjachovsk · Vesjoloje · Zelenogradsk